# Foca Point
Der Foca Point ist eine Landspitze an der Westküste von Signy Island im Archipel der Südlichen Orkneyinseln. Sie bildet die Südseite der Einfahrt zur Express Cove.
Der Falkland Islands Dependencies Survey nahm 1947 Vermessungen vor. Das UK Antarctic Place-Names Committee benannte sie am 31. März 1955 nach dem Walfangschiff Foca der Gesellschaft Compañía Argentina de Pesca, das die Südlichen Orkneyinseln im Dezember 1926 angelaufen hatte.